# Осиновка (Біловський округ)
Оси́новка (рос. Осиновка) — присілок у складі Біловського округу Кемеровської області, Росія.

## Населення
Населення — 220 осіб (2010; 279 у 2002).
Національний склад (станом на 2002 рік):
- росіяни — 91 %